# Conescharellina obscura
Conescharellina obscura är en mossdjursart som beskrevs av Bock och Cook 2004. Conescharellina obscura ingår i släktet Conescharellina och familjen Biporidae. Inga underarter finns listade i Catalogue of Life.